# Tramlijn H (NMVB Groep Gent)
Tramlijn H (NMVB)/Oost-Vlaanderen (kapitaal nr. 110 - tabel nr. 380 in de spoorboekjes) was de tramlijn Hamme - Zwijndrecht (Vlaams Hoofd) en de aftakking Hamme - Moerzeke - Baasrode (Veer). Ze werd geopend in de jaren 1904-1910 en gesloten in de jaren 1937 (Hamme - Moerzeke) en 1959 (Hamme - Antwerpen-Linkeroever).

## Inoverwegingneming, vergunning, aanleg en verpachting
De NMVB vroeg de inoverwegingneming voor de lijn van Hamme naar Zwijndrecht (Vlaams Hoofd) aan op 28 mei 1896 en verkreeg ze op 12 augustus 1897. Het kapitaal (nr. 110) was als volgt samengesteld: 910.000 fr van de Staat, 455.000 fr van de provincie en 455.000 fr van de gemeenten. De vergunning werd aangevraagd op 10 december 1898 en verleend bij Koninklijk Besluit van 30 mei 1901. De exploitatie werd verpacht aan de S.A. de Transports urbains et vicinaux. De lijn werd geopend in drie stadia: Hamme - Temse op 17 november 1904, Temse - Bazel op 1 maart 1906 en Bazel - Zwijndrecht (Vlaams Hoofd) op 15 mei 1908.
Voor het baanvak Hamme - Moerzeke werd de inoverwegingneming aangevraagd op 27 februari 1905 en toegestaan op 15 maart 1906. Het kapitaal werd samengevoegd met nr. 110 en bedroeg 217.000 fr. van de Staat, 108.000 fr. van de provincie en 110.000 fr. van de gemeenten. De vergunning werd aangevraagd op 30 september 1907 en verleend bij K.B. van 4 mei 1908. Het baanvak werd in gebruik genomen op 1 februari 1910.

## Verloop van de lijn, stations en stopplaatsen
De lijn vertrok uit de stelplaats bij het spoorwegstation van Hamme in zuidelijke richting en draaide dan in een boog aan de oostzijde om de dorpskom heen in noordelijke richting over wat nu de Loystraat en de Drapstraat heet en de N470a over de draaibrug over de Durme ('Mira-brug') en verder noordwaarts langs de steenweg tot in Elversele. Daar boog ze af naar het oosten, een stukje over eigen bedding en vervolgens langs de Legen Heirweg richting Tielrode. In Tielrode zelf liep ze een stukje over eigen bedding ten noorden van de steenweg en volgde dan weer de steenweg tot in Temse. In Temse liep ze door wat nu de Sint-Amelbergalaan heet (was toen een stukje eigen bedding), Schoolstraat, Pastoor Boelstraat, Kouterstraat, August Wautersstraat en dan via een bocht noordwaarts langs de spoorlijn 54. In die bocht was er tevens een kort aftakkend spoor zuidwaarts tot aan het station van Temse. De lijn kruiste vervolgens de spoorlijn over de brug van de Krijgsbaan, die ze verder oostwaarts volgde tot in Steendorp en vervolgens via de Temsestraat naar Rupelmonde. Daar naast de Temsestraat in Rupelmonde was er eveneens een stelplaats. Vanuit Rupelmonde liep de lijn langs de steenweg noordwaarts via Bazel, Kruibeke en Kruibeke-Fort naar Burcht. Vanuit Burcht ging ze noordwaarts, kruiste de spoorlijn 59 ter hoogte van de huidige Katwilglaan (oorspronkelijk een gelijkgrondse kruising; vanaf de elektrificatie in 1931 onder een brug) en boog dan oostwaarts af naar haar eindpunt ter hoogte van het oude fort 'Vlaams Hoofd' aan de Schelde tegenover Antwerpen. Met de aanleg van de IMALSO-tunnels en de ontwikkeling van de Antwerpse Linkeroever in de jaren 1930 verdween dat fort en veranderde de situatie daar drastisch. Het vroegere Zwijndrechtse 'Vlaams Hoofd' werd nu als 'Antwerpen-Linkeroever' een deel van de stad en de provincie Antwerpen. De lijn kreeg haar eindpunt met een lus op het Frederik van Eedenplein.
De aftakking naar Moerzeke vertrok uit de stelplaats in Hamme zuidwaarts, een stukje langs de spoorlijn naar Dendermonde en boog dan in zuidoostelijke richting af naar Moerzeke over een eigen bedding (thans Hebbestraat) tot aan de oude Scheldearm, dan oostwaarts over de straat naar Moerzeke-Dorp, dan over de Kasteellaan en Aubroekstraat richting Moerzeke-Kastel. Waar de Aubroekstraat een bocht naar het zuidoosten maakt, liep de lijn rechtdoor op eigen bedding door het veld, over wat thans Tuinbouwlaan, Ganzeberg en Baasrodeveerstraat heet, tot aan de Scheldedijk ter hoogte van het veer naar Baasrode.
In Hamme was er aansluiting met de reeds eerder gebouwde buurtspoorlijn Gent - Wetteren - Overmere - Hamme, die geopend werd op 17 april 1891.
Het baanvak Hamme - Zwijndrecht (Vlaams Hoofd) / Antwerpen-Linkeroever was 31 km lang, met onder meer de volgende stations en stopplaatsen [Telegrafische afkortingen tussen vierkante haakjes]:
- Hamme (Spoorwegstation) [FHM]
- Hamme (Dendermondse steenweg)
- Hamme (Oud kerkhof)
- Hamme (Biezestraat)
- Hamme (Brug)
- Elversele (Statie)
- Elversele (Legen Heirweg)
- Tielrode (Hoogenakker)
- Tielrode (Statie)
- Tielrode (Dorp)
- Tielrode (Gelaag)
- Temse (Schaliënhuis)
- Temse (Sint-Niklaas-steenweg) [Statie]
- Temse (Vredegerecht)
- Temse (Wautersstraat)
- <-- Temse (Spoorwegstation) [FTS]
- Temse (Hollebeek)
- Temse (Vijfhuizen)
- Temse (Schauselhoek)
- Steendorp (Fort)
- Steendorp (Dorp)
- Steendorp (Rode Hengst)
- Rupelmonde (Stelplaats) [FPU]
- Rupelmonde (Kerk)
- Rupelmonde (Driehoek)
- Bazel (Rapenberg)
- Bazel (Gendarmerie)
- Bazel (Dorp)
- Bazel (Statie) [FBA]
- Kruibeke (Waterhalte)
- Kruibeke (Statie) [LCB]
- Kruibeke (Dorp)
- Kruibeke (Langestraat)
- Kruibeke (Schiphoek)
- Kruibeke (Fort)
- Burcht (Guanofabriek)
- Burcht (Dorp) [FUR]
- Burcht (Aanlegplaats)
- Zwijndrecht (Vernischot)
- Zwijndrecht (Laarstraat)  /  Antwerpen (Laarstraat)
- Zwijndrechts (Sint-Anna-Gemeenteschool)  /  Antwerpen (Gemeenteschool)
- Vlaams Hoofd (Staatsstatie)  /  Antwerpen (Linkeroever) [FTF - FLO]

Het baanvak Hamme - Baasrode (Veer) was 7 km lang, met de volgende stations en stopplaatsen:
- Hamme (Station) [FHM]
- Hamme (Dendermondse steenweg)
- Moerzeke (Boonstraat)
- Moerzeke (Hebbestraat)
- Moerzeke (Grote Plaats) [FZK]
- Moerzeke-Kastel (Dijkstraat)
- Baasrode Veer

## Eerste Wereldoorlog
Tijdens de Eerste Wereldoorlog werden veel buurtspoorlijnen opgebroken door de Duitse bezetter. De baanvakken Hamme - Moerzeke en Hamme - Tielrode werden opgebroken in 1917. Na afloop van de oorlog werden ze heraangelegd. Het baanvak Elversele - Tielrode werd heropend op 1 september 1920, het baanvak Hamme - Elversele op 1 oktober 1920 en het baanvak Hamme - Moerzeke op 1 maart 1922.

## Interbellum - elektrificatie
Na de Eerste Wereldoorlog werd de exploitatie van de lijnen overgenomen door de NMVB. In de tijd tussen de twee wereldoorlogen werd de concurrentie van het wegvervoer steeds groter. De NMVB trachtte die concurrentie het hoofd te bieden hetzij door spoorauto's (autorails met dieselmotor) in te zetten in plaats van stoomtrams, hetzij door reizigersvervoer per autobus te organiseren. Voor de lijnen die voldoende potentieel in zich hadden, vooral rond de grote steden, werd elektrificatie overwogen.
Het baanvak Temse - Antwerpen-Linkeroever werd met elektrische trams geëxploiteerd vanaf 1 september 1931, vanuit de stelplaats in Rupelmonde. De trams vertrokken in Temse afwisselend vanaf de halte Sint-Niklaas-steenweg ofwel vanaf Temse-spoorwegstation. Op de baanvakken Hamme - Moerzeke en Hamme - Temse bleven stoomtrams rijden, vanaf 30 juni 1937 werden autorails ingezet. Deze bleven rijden tot 14 oktober 1937. Vanaf 15 oktober 1937 kon ook tussen Hamme en Temse elektrisch worden gereden en werd de reizigersdienst tussen Hamme en Moerzeke stopgezet. De elektrische trams tussen Antwerpen en Hamme reden met de letter H op het koersbord; trams die beperkt waren tot Temse kregen de letter T.

## Afbouw na de Tweede Wereldoorlog

Lijnfilm die werd gebruikt op de trams type standaard.

Tijdens de Tweede Wereldoorlog werd op het baanvak Hamme - Moerzeke ook het goederenverkeer stopgezet en werden de sporen er opgebroken. Het baanvak Hamme - Temse - Antwerpen-Linkeroever daarentegen bleef nog geruime tijd in dienst met een goed gestoffeerde dienstregeling. Op de lijn Hamme - Antwerpen-Linkeroever werd de goederendienst stopgezet op 29 december 1958; de trams voor reizigers bleven rijden tot 19 september 1959. Vanaf 20 september werden de trams vervangen door een autobusdienst (thans lijn 99 van De Lijn). De sporen werden opgebroken in 1961.

## Dienstregeling
Vóór de Eerste Wereldoorlog waren er dagelijks vijf ritten heen en terug op het baanvak Hamme - Baasrode (Veer), zes tussen Hamme en Temse en elf tussen Temse en het Vlaamse Hoofd. Tussen 1931 en 1937 waren er tussen Hamme en Baasrode (Veer) drie ritten heen en terug per dag, vanaf de exploitatie met autorails in 1937 zes ritten. Tussen Hamme en Temse waren er zes ritten heen en terug, tussen Temse en Antwerpen L.O. ruim twintig elektrische ritten heen en terug per dag. Vanaf 1937 waren er dagelijks 17 elektrische ritten heen en terug tussen Hamme en Antwerpen, plus nog een aantal extra ritten tussen Temse en Antwerpen (een tiental, op zon- en feestdagen zelfs vijftien). Tijdens de laatste jaren van de exploitatie, in de jaren 1950, reden de trams met een halfuurfrequentie over het hele traject: 34 ritten heen en terug per dag, op zaterdag zelfs 35 ritten.

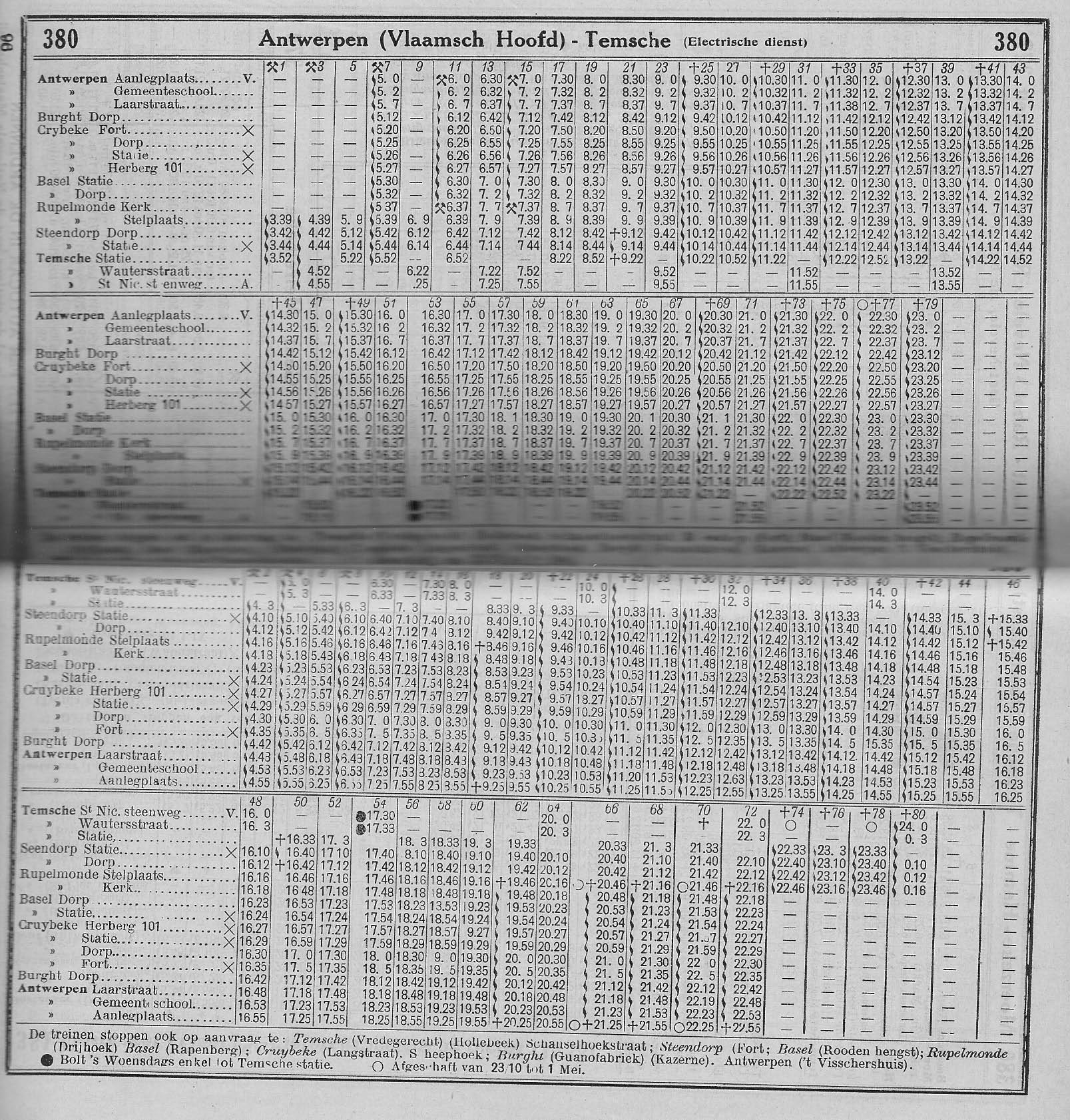
Dienstregelingtabel 380 zomer 1933

## Overblijfselen in het landschap
- In het kasseibaantje ten oosten van het fort van Steendorp zijn twee stukjes meterspoor blijven liggen. Vermoedelijk was daar een industrie-aansluiting naar de steenbakkerij aan de kleiontginning van de Roomkouter.
- Het tramstation van Rupelmonde (Temsestraat 33) bleef bewaard als bouwkundig erfgoed[1]. Op het - nog goed als dusdanig herkenbare - terrein van de voormalige stelplaats is nu een feestzaal en traiteurszaak gevestigd.